# Jubilat

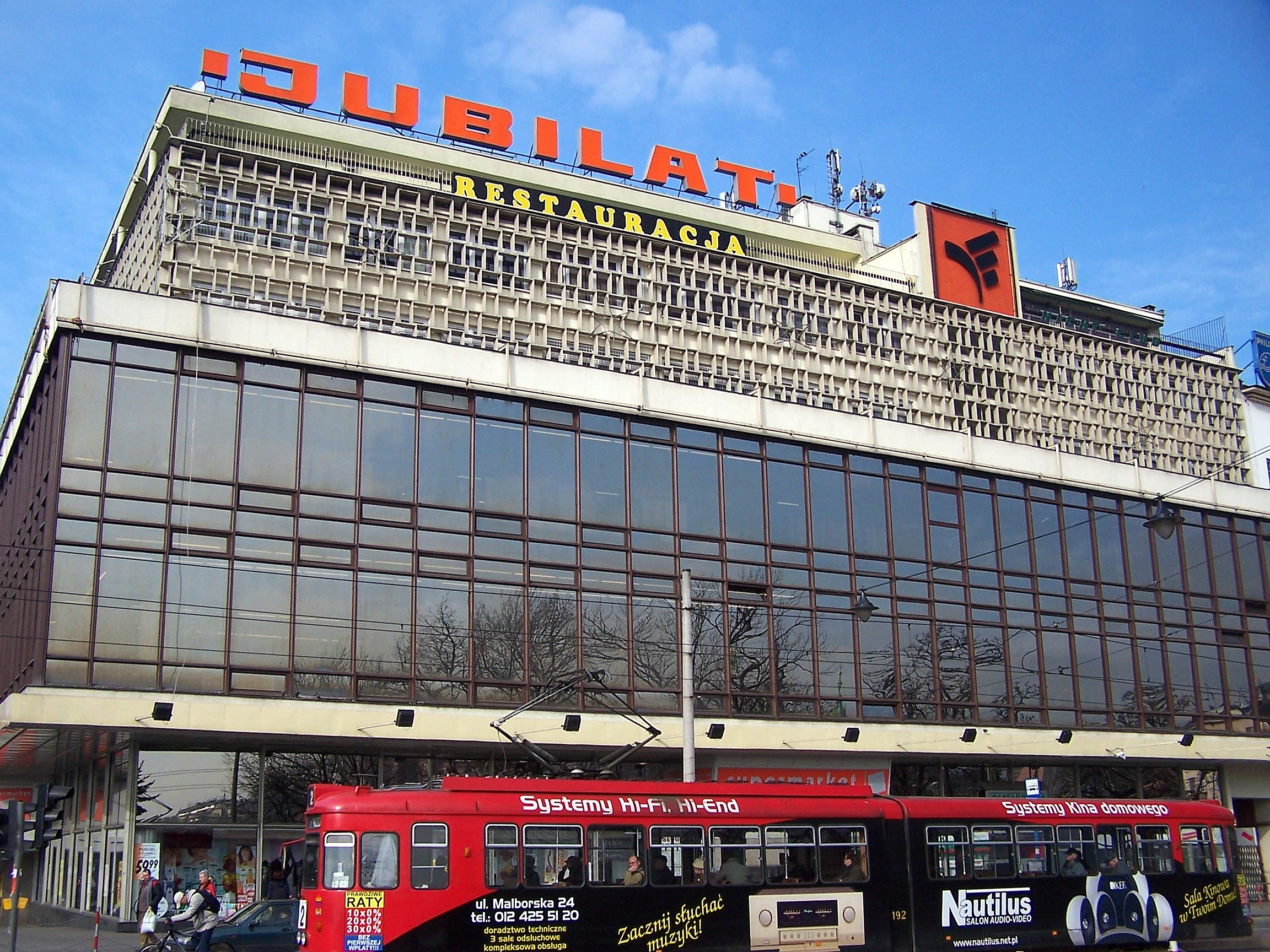
Jubilat

De Handelscoöperatie Jubilat (Handlowa Spółdzielnia Jubilat) is een keten van levensmiddelenwinkels in Krakau. De coöperatie werd opgericht in 1908.
De keten omvat:
- een warenhuis van 6800 m² nabij Wawel, geopend in 1969
- 18 levensmiddelenwinkels
- 3 restaurants van het type bar mleczny